# Jan Filip z Lambergu
Jan Filip hrabě z Lambergu (německy Johann Philipp Graf von Lamberg, 25. května 1651, Vídeň – 20. října 1712, Řezno) byl rakouský šlechtic, duchovní a diplomat. V letech 1689–1712 byl biskupem v Pasově, v roce 1700 byl jmenován kardinálem. Souběžně se od mládí uplatňoval jako úspěšný diplomat ve službách Habsburků, na přelomu 17. a 18. století patřil k významným osobnostem zahraniční politiky habsburské monarchie, byl vyslancem v mnoha evropských zemích, nejdéle působil u říšského sněmu v Řezně. Nákupem několika panství v jihozápadních Čechách v letech 1707–1710 vytvořil majetkové zázemí, které v jeho rodině přetrvalo až do roku 1945 (hrad Rabí).

## Životopis
Pocházel ze starého šlechtického Lambergů, narodil se jako nejmladší syn diplomata a císařského nejvyššího hofmistra Jana Maxmiliána z Lambergu (1608–1682), matka Judita Rebeka (1612–1690) patřila k rodině Bruntálských z Vrbna. Studoval u jezuitů ve Vídni, další fázi vzdělání absolvoval ve Steyru (kde se nacházelo hlavní rodové sídlo) a Pasově, na univerzitě v Sieně získal doktorát z církevního a civilního práva (1673). Ještě před dokončením studií byl vysvěcen na kněze a v roce 1673 získal hodnost císařského komorníka. Jako příslušník vlivného šlechtického rodu se již v raném mládí stal mnohoobročníkem, získal hodnost kanovníka v Pasově (1663), Olomouci (1668) a Salcburku (1676).

### Diplomat

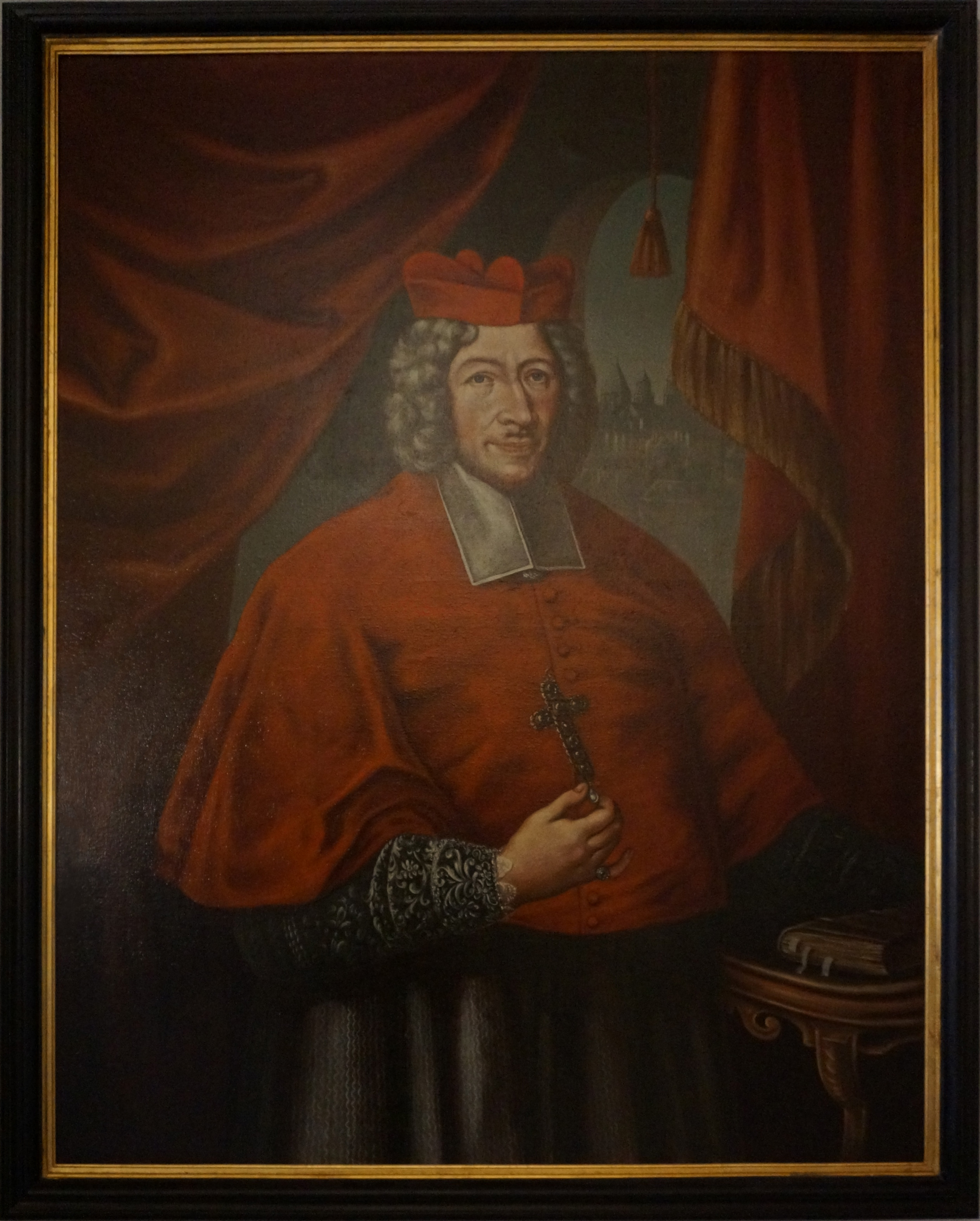
Kardinál Jan Filip Lamberg

Kromě církevní dráhy se již v mládí stal úspěšným diplomatem ve službách Habsburků. V letech 1678–1679 byl účastníkem mírových jednání v Nijmegenu a v roce 1678 byl jmenován členem říšské dvorní rady. Poté vyjednával u několika německých dvorů finanční podporu pro válku s Turky, úspěšný byl jako vyslanec v Berlíně a Drážďanech. Při obléhání Vídně v roce 1683 byl přímým účastníkem bojů s Turky. V letech 1686–1689 byl císařským vyslancem u říšského sněmu v Řezně. V roce 1696 byl jmenován císařským tajným radou a další důležitou diplomatickou cestu podnikl v roce 1697 do Polska, kde se po smrti Jana III. Sobieskiho chystala volba nového krále. Ve Varšavě pobýval od května do září 1697 a vyjednal podporu pro saského kandidáta Augusta II., který byl zvolen a v září 1697 korunován polským králem. Ceremoniální charakter Lambergovy mise byl podtržen faktem, že do Varšavy s ním jel doprovod o počtu 200 osob. V roce 1698 pobýval jako císařský diplomat v Portugalsku.
V roce 1700 byl s podporou císaře Leopolda I. jmenován kardinálem. S touto hodností se ještě téhož roku zúčastnil konkláve, které zvolilo papežem Klementa XI. V Římě spolupracoval se svým vzdáleným bratrancem Leopoldem Josefem z Lambergu, který zde pobýval jako císařský velvyslanec. Znovu se uplatnil jako diplomat a navštívil několik italských knížat v otázce podpory proti Francii před začátkem války o španělské dědictví. V letech 1701–1712 byl kardinál Lamberg principálním komisařem císaře u říšského sněmu v Řezně, kde znovu vyvíjel diplomatické aktivity proti Francii. Podílel se také na organizaci volby císařů Josefa I. (1705) a Karla VI. (1711). Při volbě císaře v roce 1711 byl i zvažovaným kandidátem na funkci vyslance Českého království jako držitel českého inkolátu. V roce 1710 obdržel čestný titul Protector Germaniae a v závěru života byl zároveň mluvčím Svaté říše římské ve Vatikánu.

### Biskup v Pasově

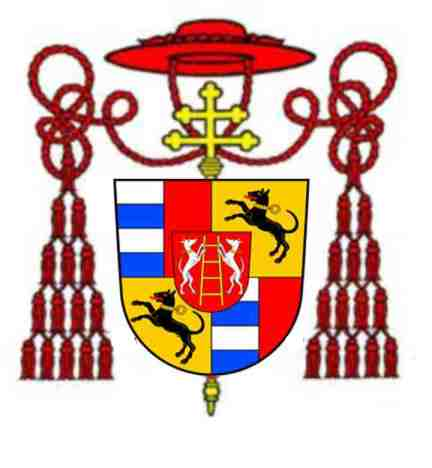
Erb Jana Filipa z Lambergu s insigniemi kardinála

Dne 24. května 1689 byl jmenován biskupem v Pasově, papežem Alexandrem VIII. byl ve funkci potvrzen 11. ledna 1690 a o tři dny později přijal biskupské svěcení. Kvůli tomu dočasně rezignoval na diplomatické aktivity, aby se mohl věnovat správě diecéze. Snažil se o vymanění z vlivu salcburské arcidiecéze a prosadil smlouvu s Bavorskem o obchodu se solí a obilím. Významně se podílel na obnově Pasova poničeného dvěma nedávnými požáry, nechal upravit biskupskou rezidenci (knihovní sál s freskovou výzdobou) a katedrálu sv. Štěpána. Podporoval také vědy a umění, na jeho pozvání pobýval od roku 1690 v Pasově hudební skladatel Georg Muffat. Na Lambergovy aktivity v oblasti umění navázal později jeho synovec Josef Dominik z Lambergu (1680–1761), který byl biskupem v Pasově v letech 1723–1761. V rámci pasovské diecéze se kardinál Lamberg zasloužil také o závěrečnou fázi kolonizace Bavorského lesa, kde založil několik osad. Jeho jméno nese městečko Philippsreut založené v roce 1692 poblíž českých hranic.

### Majetek v Čechách

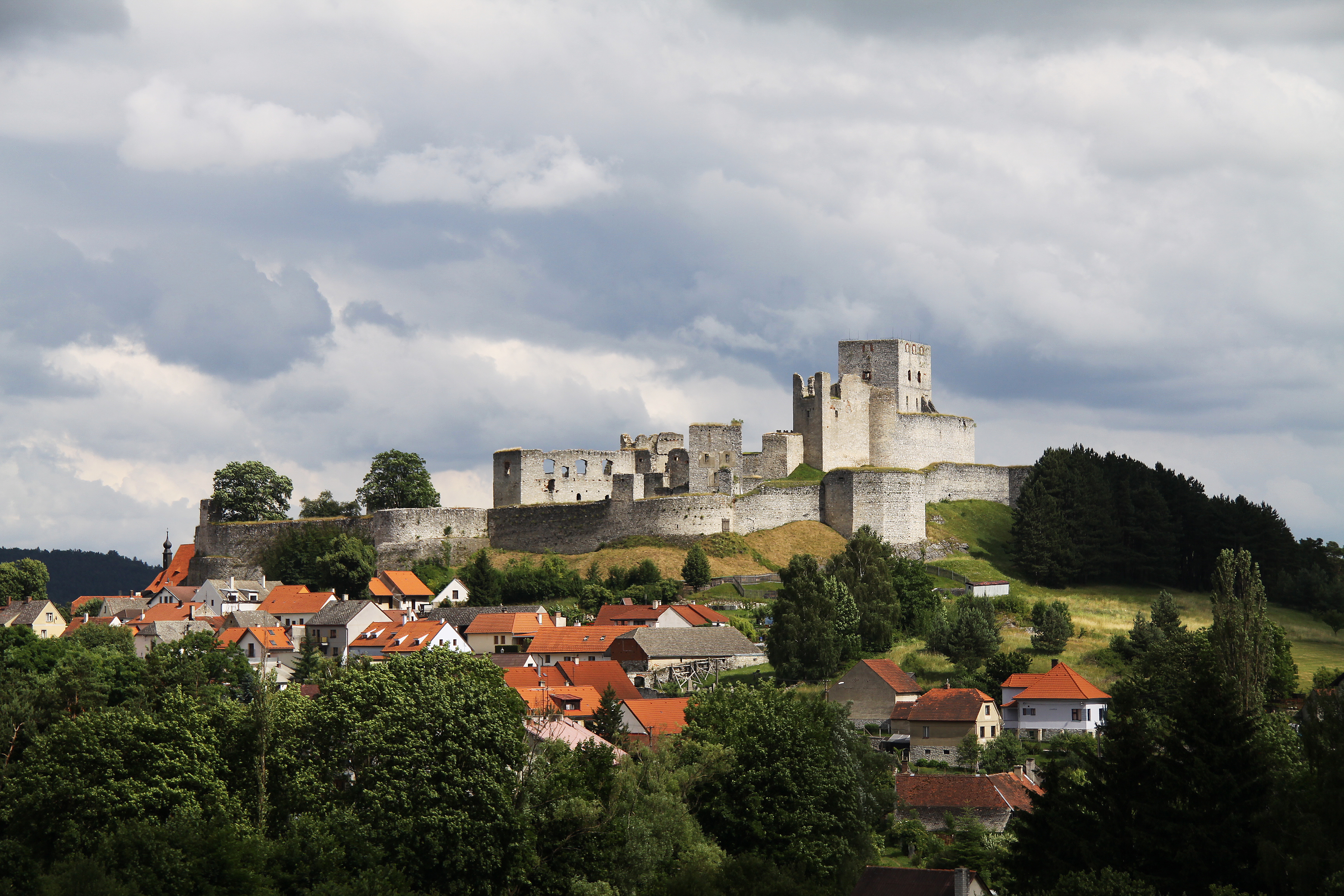
Hrad Rabí, majetek Jana Filipa z Lambergu od roku 1708

Kardinál Lamberg se mimo jiné zasloužil o vytvoření majetkového zázemí pro svou rodinu v Čechách, které přetrvalo až do roku 1945. Na svých cestách si oblíbil krajinu Pošumaví a v letech 1707–1710 zde koupil celkem tři panství. Nejprve v roce 1707 získal od Kolovratů panství Žihobce s 18 vesnicemi, o rok později koupil od Chanovských z Dlouhé Vsi sousední panství s hradem Rabí. Rozšíření domény v Čechách završil v roce 1710 zakoupením panství Žichovice. Ze tří českých panství vytvořil fideikomis v hodnotě 266 206 zlatých, jeho dědicem se stal synovec František Antonín z Lambergu (1678–1759).
Kardinál Lamberg zemřel v Řezně 30. října 1712 a pohřben byl v lamberské kapli pasovské katedrály. Svými současníky byl vnímán jako vzdělaná osobnost s racionálním uvažováním, byl označován jako mírotvorce z vášně a povolání. Jako duchovní proslul asketickým způsobem života, v postavení vlivného císařského diplomata měl však zálibu v okázalém vystupování. Svou kariérou přispěl k celkovému vzestupu rodu Lambergů, který nakonec v osobě jeho synovce Leopolda Matyáše (1667–1711) dosáhl knížecího titulu.